# Nördlicher Weißbrustigel
Der Nördliche Weißbrustigel (Erinaceus roumanicus) oder Osteuropäische Igel ist eine Art aus der Gattung der Kleinohrigel. Neben dem Braunbrustigel ist er die zweite auch in Mitteleuropa lebende Igelart. Im Deutschen wird das Tier zusammen mit dem Südlichen Weißbrustigel üblicherweise nur Weißbrustigel oder Ostigel genannt.

## Verbreitung

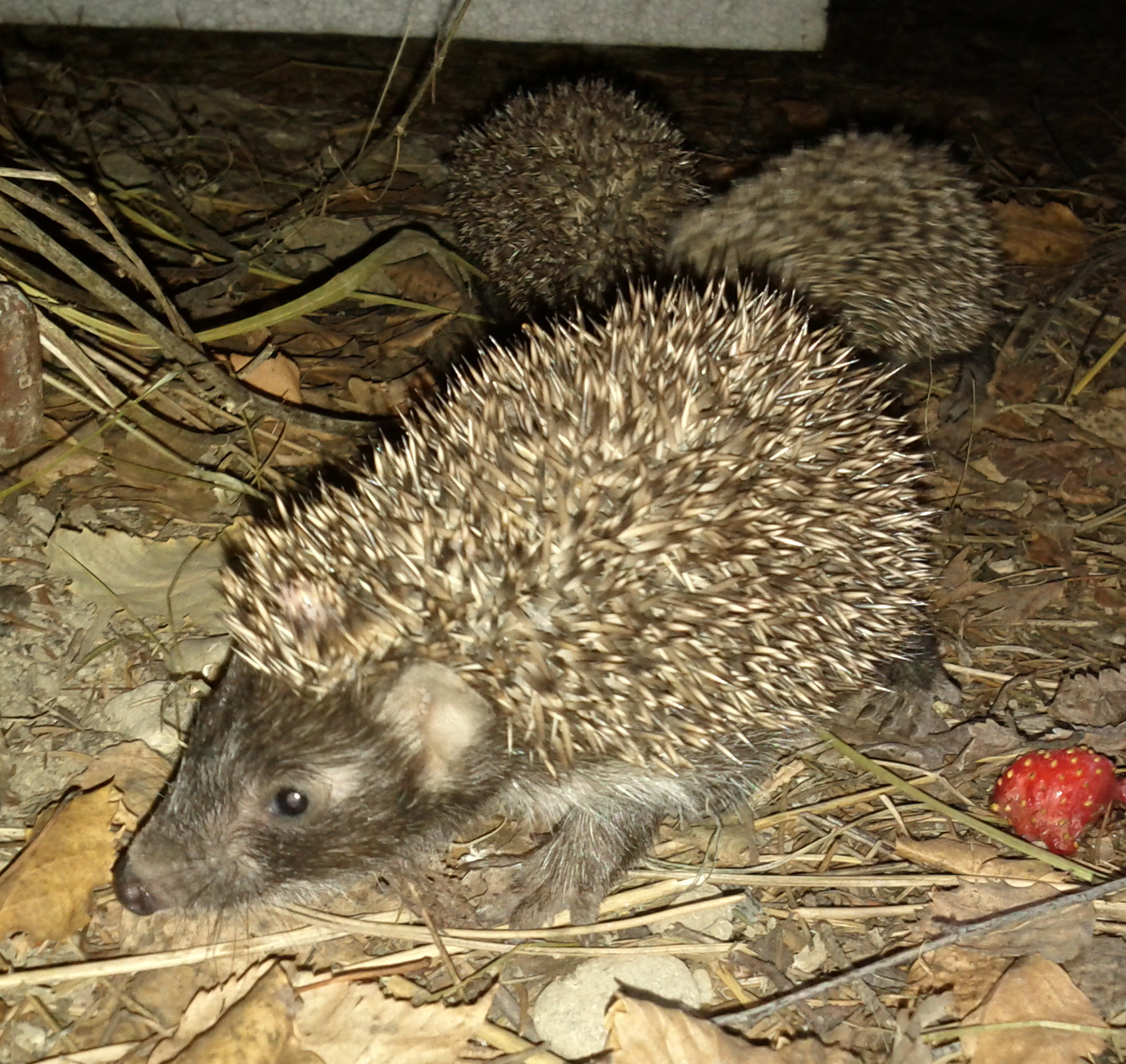
Jungtiere

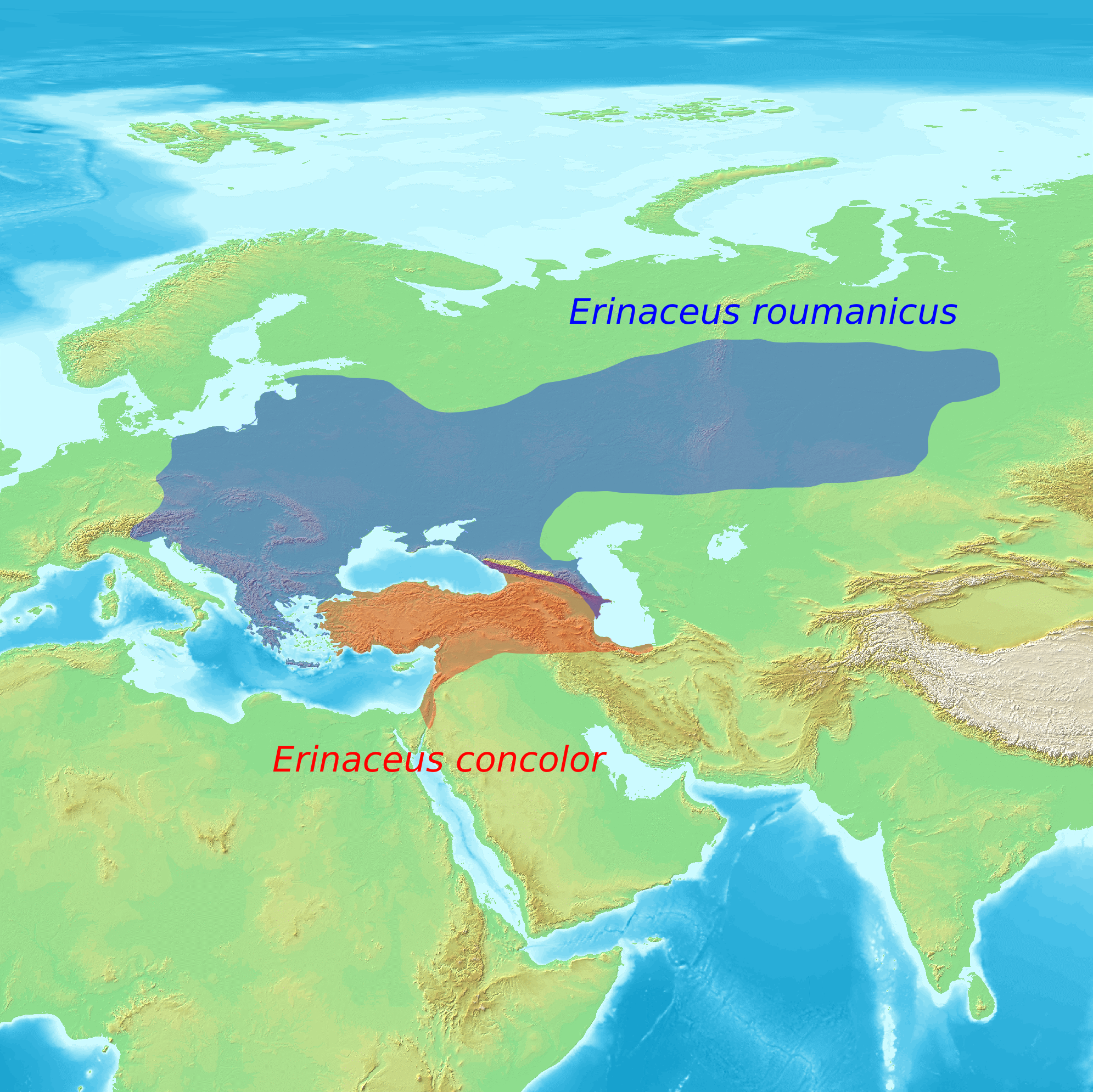
Verbreitungsgebiet des Nördlichen Weißbrustigels (blau)

Der Weißbrustigel ist heimisch in Mittel- und Osteuropa über die Balkanhalbinsel und Kreta, das Baltikum, den nördlichen Kaukasus bis Westsibirien. Der Lebensraum erstreckt sich von Meereshöhe bis mindestens 1400 Meter.

## Beschreibung
Vom Braunbrustigel unterscheidet er sich vor allem durch die hellere Färbung der Brust, die sich deutlich von der braunen oder braungrauen Umgebung abhebt.
Mit einer Kopf-Rumpf-Länge von 171 bis 280 Millimetern ist er etwas kleiner als der Südliche Weißbrustigel. Die Schwanzlänge beträgt etwa 29 Millimeter, die Hinterfußlänge 38 bis 43 Millimeter, die Ohrlänge 28 bis 34 Millimeter, die Condylobasallänge 50 bis 64 Millimeter und das Körpergewicht 240 bis 1232 Gramm. Die hellen Abschnitte der Unterseite sind fast weiß, und die Brustmitte ist immer weiß.
Der Rücken und die Oberseite des Kopfs sind mit Stacheln bedeckt. Wird er angegriffen, kann er sich zu einer Kugel zusammenrollen.

## Lebensweise
Der Weißbrustigel bewohnt Ackerland, Parks und Gartenanlagen in ländlichen und städtischen Gegenden sowie mäßig bewachsene Waldränder. Wie der verwandte Braunbrustigel ist der Weißbrustigel ein Kulturfolger und tritt häufiger in Kulturlandschaften statt natürlichen Umgebungen auf. Die Tiere sind nachtaktive Einzelgänger, die den Tag in einem Nest verbringen, um in der Nacht auf Nahrungssuche zu gehen. Ihre Nahrung besteht vorwiegend aus Insekten, Regenwürmern und Tausendfüßern.

## Balzverhalten
Wenn sich das Männchen dem Weibchen nähert, reagiert dieses meistens sehr aggressiv, was es durch eine Senkung des Kopfes und Schnauben zum Ausdruck bringt. Das Männchen umkreist das Weibchen und stößt dabei hochfrequente Töne aus und probiert immer wieder aufzureiten. Dies führt allerdings selten zum Erfolg, doch wenn das Weibchen sich für das Männchen entscheidet, legt es sich auf den Bauch, drückt ihre Stacheln herunter und das Männchen hält sich mit den Zähnen an den Stacheln des Weibchens fest. Danach trennen sich die Wege der beiden wieder.

## Systematik
Ursprünglich wurde der Nördliche Weißbrustigel dem Braunbrustigel zugeordnet, später wurde er mit dem Südlichen Weißbrustigel in einer Art vereint. Neuere Untersuchungen legen dagegen nahe, dass die beiden nicht artgleich sind. Hutterer (2005) unterscheidet vorläufig die folgenden Unterarten des Nördlichen Weißbrustigels:
- Erinaceus roumanicus roumanicus Barrett-Hamilton, 1900
- Erinaceus roumanicus bolkayi V. Martino, 1930
- Erinaceus roumanicus drozdovskii V. und E. Martino, 1933
- Erinaceus roumanicus nesiotes Bate, 1906
- Erinaceus roumanicus pallidus Stroganov, 1957